# Théorème d'extension de Whitney
Le théorème de Whitney est un théorème fondamental d'analyse qui généralise le Théorème de Borel pour des fermés arbitraires.
Le théorème se fonde sur la notion de dérivabilité au sens de Whitney qui étend au cas d'un fermé arbitraire
la notion de dérivée. Cette notion demande une uniformité du développement de Taylor dans le point et où le développement est considéré et dans l'accroissement. En utilisant des notations multi-indicielles, la condition de différentiabilité s'écrit :
Le théorème de Whitney affirme que pour tout fermé {\displaystyle F\subset \mathbb {R} ^{n}} toute fonction de {\displaystyle C^{\infty }(F,\mathbb {R} )} s'étend en une fonction de {\displaystyle C^{\infty }(\mathbb {R} ^{n},\mathbb {R} )}
Le théorème est aussi vrai en différentiabilité finie et, dans ce cas, Fefferman a montré que l'extension peut-être faite par un opérateur borné.